# 겸손은 힘들어
〈겸손은 힘들어〉는 대한민국의 가수 조영남의 노래이다. 1991년 조영남 9집 《겸손은 힘들어 》에 실린 노래로 그해 각종 가요 차트 1위를 기록했으며, 조영남은 이 노래로 MBC 10대 가수 가요제 최고인기가요상, 최고인기가수상, KBS 가요대상에서 본상을 수상하며 인기를 얻었다.
리쌍, 걸스데이 등이 리메이크하기도 했다.

## 같이 보기
- 조영남
- 표절논란이 있음 : Udo Jürgens – Peace Now (1970)